# Autocop

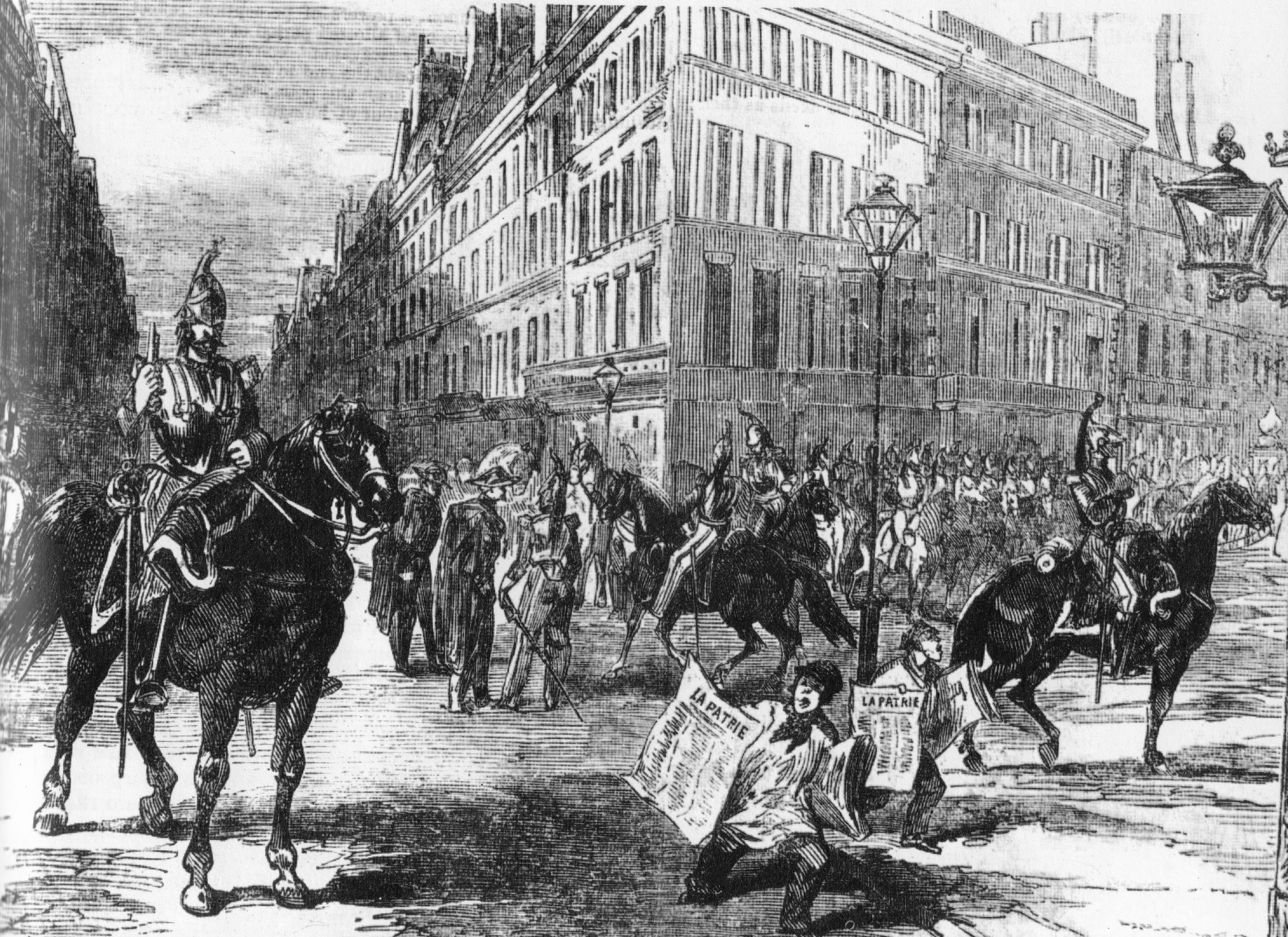
La cavalleria als carrers de París durant el cop d'estat francès de 1851, en el qual el president democràticament triat Napoleó III va prendre el poder dictatorial, i un any després va ser coronat emperador dels francesos.

Un autocop o auto cop d'estat és una forma de cop d'estat en la qual el líder d'un estat, després d'haver arribat al poder per mitjans legals, dissol o deixa sense poder a la legislatura nacional i assumeix il·legalment poders extraordinaris que no es concedeixen en circumstàncies normals. Altres mesures adoptades poden incloure l'anul·lació de la constitució del país, la suspensió dels tribunals civils i l'assumpció de poders dictatorials per part del cap de govern. El terme prové de la paraula castellana autogolpe.
Es calcula que entre 1946 i 2020 s'han produït 148 intents d'autocop d'estat: 110 en autocràcies i 38 en democràcies. Alguns exemples són el cop d'estat del Perú per part del president Alberto Fujimori en l'any 1992, l'intent de cop d'estat de Guatemala de 1993 per part del president Jorge Serrano Elías, la crisi constitucional russa de 1993 per part del president Borís Ieltsin, el cop d'estat de 1973 a l'Uruguai per part del president Juan María Bordaberry o el cop d'estat de Togo per part de Faure Gnassingbe l'any 2005.